# سيرو (مهاباد)
قرية سيرو (بالكردية: سێروو) هي إحدى القرى التابعة لـمنغور الشرقية في ريف قسم خليفان من مقاطعة مهاباد، في محافظة أذربیجان الغربیة الإيرانية.

## السكان
حسب إحصاءات سنة 2006، بلغ إجمالي السكان في سيرو 66 نسمة وعدد المساكن 16 مسكن. لغة سكان سيرو هي اللغة الكردية و هم من أهل السنة والجماعة والمذهب الشافعي.